# Eugenio Tanzi
Eugenio Tanzi (Trieste, 26 de janeiro de 1856 — Florença, 8 de janeiro de 1934) foi um psiquiatra italiano. 
Eugenio Tanzi estudou medicina nas universidades de Pádua e Graz. Trabalhou em várias regiões da Itália no asilo de São Lázaro em Reggio Emilia, em clínicas psiquiátricas de Génova e Turim, até que em 1893 ele se tornou professor de clínica mental e nervosa doenças em Cagliari, mudando-se porém, ano seguinte, para Palermo e em 1895 finalmente para Florença, Universidade de Florença, onde se manteve até o final de sua carreira.
Desenvolveu uma abordagem de origem orgânica e o campo experimental da neurologia e neuropsicologia apoiando a teoria neuronal de Ramon y Cayal (1852 —1934) criticando a posição de Camillo Golgi Camillo Golgi (1843 —1926) o médico e histologista que descobriu a forma de evidenciar as células cerebrais tratando o tecido do cérebro com uma solução de cromato de prata, contudo descreveu o tecido nervoso como um retículo contínuo (ou teia) de células interligadas como as que constituíam o sistema circulatório. Utilizando esse mesmo método, Ramón y Cajal propôs que os neurônios, em vez de formarem uma rede contínua, comunicam entre si através com interconexões específicas, e altamente estruturadas, entre axônios e dendritos . (Hubel 1979)
Convencido de que a psiquiatria deveria ser estritamente de base biológica, seguindo a linha de Emil Kraepelin (1856 –1926) especulou sobre a capacidade de estímulos externos causarem verdadeiras mudanças no tecido cerebral. Concebia o sistema nervoso como constituído por um conjunto de neurônios separados por distâncias mínimas onde as ‘’ondas neurais’ induziam o crescimento dos neurônios, facilitando a passagem de estímulos. Alguns anos mais tarde, em 1897, o fisiologista Inglês Charles Scott Sherrington, (1857 —1952) propôs o termo sinapse para o espaço de conexão entre neurônios. Nesta linha Tanzi conduziu a pesquisa original sobre a memória associativa e atrofia experimental dos centros nervosos.
Entre seus escritos mais famosos estão os sobre paranóia com Gaetano Riva (1884) e em 1905, com o seu ex-aluno Ernesto Lugaro (1870 -1940), publicou dois volumes sobre o tratamento de doenças mentais, que tornaram-se um texto de referência fundamental para a psiquiatria italiana o célebre Trattato delle malattie mentali (1905) de ‘Tanzi-Lugaro’ com novas edições em 1914-16 e 1923 ambas com a colaboração de Lugaro.
Segundo Arthur Ramos (1903 —1949), Eugênio Tanzi, inspirado na escola de Lombroso (1835 —1909) foi o primeiro alienista que partindo do estudo dos subsídios demonopsicológicos admitiu a analogia entre o homem primitivo e o alienado principalmente o paranóico. Tanzi partiu de uma ideia já ventilada pelo professor Vincenzo Grossi, segundo ele, quem primeiro chamou atenção dos psiquiatras para o estudo do folclore enquanto resíduo das inteligências primitivas e com elementos das inteligências doentes ou monstruosas. Discorreu especificamente sobre o tema em seu livro Il folklore nella patologia mentale publicado em Milão, 1890.
Em 1907, já considerado um dos mais famosos psiquiatras italianos, tornou-se secretário-geral da Sociedade Italiana de Neurologia e em 1929, juntamente com os dois vencedores do Prémio Nobel Charles Scott Sherrington e Ivan Pavlov, foi nomeado membro honorário do Royal College of Psychiatry.